# Cantonul Châteaubriant
Cantonul Châteaubriant este un canton din arondismentul Châteaubriant, departamentul Loire-Atlantique, regiunea Pays de la Loire, Franța.

## Comune
- Châteaubriant (reședință)
- Ruffigné
- Saint-Aubin-des-Châteaux
- Soudan